# EX-200
La EX-200 es una carretera de titularidad de la Junta de Extremadura. Su categoría es intercomarcal. La denominación es   EX-200 , de Llerena a límite de provincia de Sevilla (Guadalcanal (Sevilla)).

## Historia de la carretera
Es la antigua   C-432 , cuya nomenclatura cambió a   EX-200  al redefinirse la Red de Carreteras de Extremadura en 1997.

## Inicio
Tiene su origen en la localidad de Llerena. (38°14′06″N 6°00′45″O / 38.2349992, -6.012600)

## Final
El final está en el límite de la provincia de Sevilla, siendo Guadalcanal la localidad sevillana a la que se llega por la   A-433 , de titularidad de la Junta de Andalucía. (38°08′20″N 5°52′42″O / 38.138853, -5.878372)

## Trazado, localidades y carreteras enlazadas
La longitud real de la carretera es de 16.530 m, de los que la totalidad discurren en la provincia de Badajoz.
Su desarrollo es el siguiente:
| P. K.         | HITO                                                                              |
| ------------- | --------------------------------------------------------------------------------- |
| 0+000         | Inicio. Llerena                                                                   |
| 0+000 - 0+520 | Travesía de Llerena                                                               |
| 5+420 - 5+540 | Travesía de Casas de Reina                                                        |
| 6+010         | Intersección BA-048 (Trasierra y Reina)                                           |
| 6+980         | Intersección BA-004 (Ahillones)                                                   |
| 8+270         | Intersección BA-116 (Reina)                                                       |
| 12+740        | Acceso oeste Fuente del Arco                                                      |
| 13+840        | Acceso centro Fuente del Arco, mina La Jayona y Puebla del Maestre (camino rural) |
| 15+240        | Acceso este Fuente del Arco                                                       |
| 16+530        | Fin. Límite provincia de Sevilla ( A-433 ).                                       |

## Otros datos de interés
(IMD, estructuras singulares, tramos desdoblados, etc.).
Los datos sobre Intensidades Medias Diarias en el año 2006 son los siguientes:
| P. K.                    | IMD   | Ligeros | Pesados | % Pesados |
| ------------------------ | ----- | ------- | ------- | --------- |
| 3+000 (Casas de Reina)   | 1.538 | 1.442   | 96      | 6,3       |
| 12+000 (Fuente del Arco) | 1.025 | 951     | 74      | 7,2       |

## Evolución futura de la carretera
La carretera se encuentra acondicionada dentro de las actuaciones previstas en el Plan Regional de Carreteras de Extremadura. Durante el acondicionamiento se ejecutó una variante a Fuente del Arco. El trazado interno por dicha localidad fue transferido a su ayuntamiento para su gestión y explotación.